# پردنیموستین
پردنیموستین (انگلیسی: Prednimustine) دارویی است که در شیمی درمانی در درمان لوسمی ها و لنفوم ها استفاده می شود. این استری است که از دو داروی دیگر، پردنیزولون و کلرامبوسیل تشکیل شده است. مصرف این دارو به ندرت با میوکلونوس همراه بوده است.